# Vis (navire)
Pour les articles homonymes, voir Vis.
Le Vis est un ferry construit en 1965 par les chantiers Flensburger Schiffbaugesellschaft de Flensbourg. Il est lancé le 12 avril 1965 et mis en service le 31 août 1965 sous le nom de Sydfyn pour la compagnie Færgefart Nordic.

## Histoire
Le Sydfyn est un ferry construit en 1965 par les chantiers Flensburger Schiffbaugesellschaft de Flensbourg. Il est lancé le 12 avril 1965 et mis en service le 31 août 1965 par la compagnie Færgefart Nordic entre Gelting et Fåborg. Il ne quitte cet itinéraire qu'entre le 1er février 1967 et le 10 mars 1967, lorsqu'il est affrété par la compagnie OP-Linien et mis en service entre Kastrup et Malmö.
Le 11 avril 1976, il est vendu à la compagnie Jadrolinija qui le renomme Vis. Au cours de sa carrière pour la Jadrolinija, il a trois itinéraires différents, commençant sa vie yougoslave entre Split, Hvar et Vis. En 1991, il passe sous pavillon croate mais conserve le même itinéraire. En 2000, Vis est remplacé par Vela Luka. De 2004 à 2011, il effectue la liaison Dubrovnik – Sobra.
En mars 2011, il est vendu à la compagnie Tuninha Transporte Maritimo et devient le Vicente. Sa carrière s'arrête de façon tragique le 8 janvier 2015, aux alentours de 20 h, lorsqu’il coule dans des circonstances inconnues en approchant de São Filipe. 22 personnes sont portées disparues.